# Neoleria aemula
Neoleria aemula är en tvåvingeart som beskrevs av Seguy 1948. Neoleria aemula ingår i släktet Neoleria och familjen myllflugor. Inga underarter finns listade i Catalogue of Life.